# جو پاسترناک
جو پاسترناک (انگلیسی: Joe Pasternak؛ ‏ ۱۹ سپتامبر ۱۹۰۱ – ۱۳ سپتامبر ۱۹۹۱) تهیه‌کننده اهل مجارستان بود.
از فیلم‌های او می‌توان به ممکن بود آن شب باشد، دختر نجیب؟ و دو خواهر اهل بوستون اشاره کرد.